# Route nationale 804 (France)
Pour les articles homonymes, voir Route nationale 804.
La route nationale 804 ou RN 804 était une route nationale française reliant le Pont, lieu-dit sur la N 800 (environ 5 km de Cherbourg-Octeville centre), à Barneville-sur-Mer. À la suite de la réforme de 1972, elle a été déclassée en RD 904, de nos jours la D650, route côtière joignant Cherbourg au pont de la Roque, près de Coutances.

## Ancien tracé du lieu-dit Le Pont à Barneville-sur-Mer (D 904)
- Le Pont (commune de Martinvast)
- Sideville
- Virandeville
- Benoîtville
- Les Pieux
- Les Moitiers-d'Allonne
- Barneville-sur-Mer, carrefour Boudet